# 프레드 C. 뉴마이어

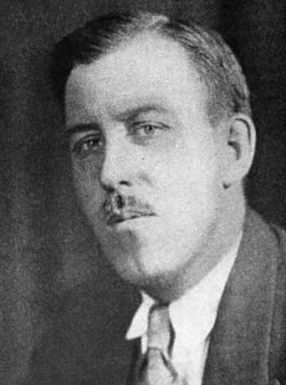

프레드 C. 뉴마이어(Fred C. Newmeyer, 1888년 8월 9일 ~ 1967년 4월 24일)는 미국의 배우, 영화 감독, 영화 프로듀서, 영화배우이다.
우들랜드힐스에서 사망하였다.

## 영화
- 제너럴 스팬키 (1936년)
- 퀸 하이 (1930년)
- 신입생 (1925년)
- 걸 샤이 (1924년)
- 웬 걱정? (1923년)
- 안전불감증 (1923년)
- 마마보이 해롤드 (1922년)